# Папа-Стаур
Па́па-Стаур (англ. Papa Stour) — остров в архипелаге Шетландских островов (Шотландия).

## Этимология
Название острова возможно произошло от древнескандинавского Papey Stóra — большой остров молящихся. Схожее название имеют острова Папа-Литтл, Папа и другие.

## География
Остров Папа-Стаур расположен в юго-западной части залива Сент-Магнус, глубоко врезанного в западный берег острова Мейнленд.

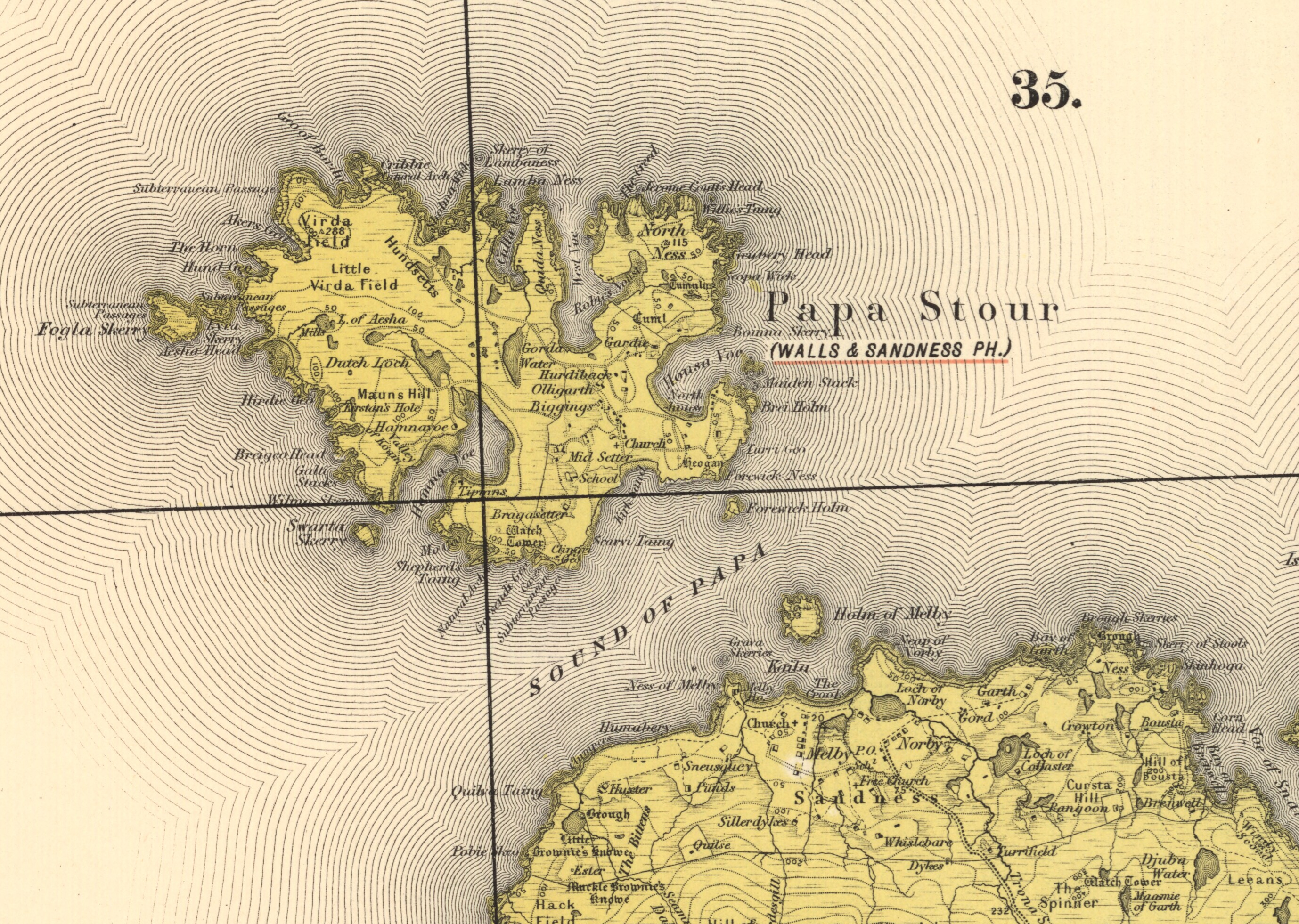
Папа-Стаур. 1890 год.

Омывается с запада Атлантическим океаном, с востока заливом Сент-Магнус.
От острова Мейнленд с юга отделён проливом Саунд-оф-Папа. Ближайшие крупные острова: Макл-Ро и Вементри на востоке, Мейнленд на юге, Фула на юго-западе. Окружён небольшими островами: Брей-Холм, Мэйден-Стэк, Фогла-Скерри, Форуик-Холм и другими, в пяти километрах на северо-западе группа островов Ве-Скеррис. Ближайшие населённые пункты на острове Мейнленд — деревни Мэлби и Сэнднесс.
Площадь острова — 8,28 км2. Наивысшая точка — Вирда-Фёрт в северо-западной части острова, 87 метров над уровнем моря.

## История
Исторически входит в приход Уоллс и Сэнднесс (англ. Walls and Sandness Parish).

## Население
В 2001 году население острова составляло 23 человека.

## Экономика
Паромы компании Shetland Islands Council Ferries связывают остров с деревней Уэст-Баррафёрт на западном берегу Мейнленда.

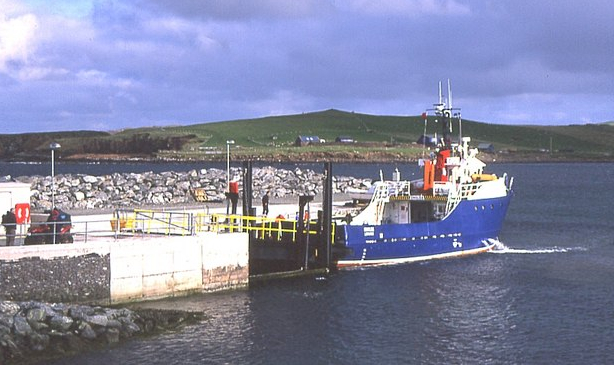
Паромная переправа

В юго-восточной части острова находится аэродром «Папа-Стаур». Регулярные рейсы из аэропорта Тингуолл вблизи Леруика.
В 2009 году перевезено 156 пассажиров.

## Охрана природы
На острове организован заказник «Папа-Стаур» площадью 5,69 км2. Под охраной полярная крачка (Sterna paradisaea) — 1000 пар, 2,3 % популяции Великобритании и галстучник (Charadrius hiaticula) — 89 пар, 0,6 % популяции Европы и Северной Африки.

## Культура
Один из вариантов традиционного танца с длинными мечами называется «Papa Stour Sword Dance».
Одним из ярких исполнителей фольклорной музыки Шетландских островов стала уроженка острова Папа-Стаур скрипачка Дебби Скотт, композиции которой получили высокую оценку ведущего шетландского скрипача Эли Бэйна.